# William Cobb
William L. "Bill" Cobb (1917 – 17 décembre 1990), est un designer et ingénieur spécialisé dans les montagnes russes. Il était à la tête de la société William Cobb & Associates qu'il avait fondé.
Il est principalement connu pour avoir travaillé sur des montagnes russes en bois dans les années 1970, 1980. Un bon nombre de ces réalisations dépassèrent des records à l'époque de leur ouverture.

## Réalisations
Ces montagnes russes furent dessinées entièrement ou en partie par William Cobb :
| Nom              | Parc                            | Année | Notes |
| Anaconda         | Walygator Parc                  | 1989  | Construit par Spie d'après les plans de Cobb. Circuit de montagnes russes en bois français le plus haut de France et le 4e d'Europe. C'était le plus haut d'Europe jusqu'en 2001 avec Colossos à Heide Park. |
| Arkansas Twister | Magic Springs and Crystal Falls | 1978  | Construit sous le nom Florida Hurricane pour Circus World (devenu Boardwalk and Baseball) en Floride, déménagé en Arkansas en 1992. Nommé au "Top Ten Coasters in America" pour sa première année de fonctionnement. Ce sont les plus grandes montagnes russes en bois à avoir été démontées et reconstruites ailleurs dans la même configuration. |
| Cyclone          | Six Flags New England           | 1983  | |
| Judge Roy Scream | Six Flags Over Texas            | 1980  | |
| Le Monstre       | La Ronde                        | 1985  | Les plus hautes montagnes russes à double voie au monde. |
| Rolling Thunder  | Six Flags Great Adventure       | 1979  | |
| Screamin' Eagle  | Six Flags St. Louis             | 1976  | Les plus hautes, rapides et longues montagnes russes de ce type du monde à leur ouverture. |
| Sierra Tonante   | Mirabilandia                    | 1992  | Les plus hautes, rapides et longues montagnes russes de ce type en Europe à leur ouverture. |
| Texas Cyclone    | Six Flags Astroworld            | 1976  | Texas Cyclone fut démoli en 2005, à la fermeture du parc. |
| Tornado          | Adventureland                   | 1978  | Listé dans le top ten des meilleures montagnes russes en bois au monde.[réf. nécessaire] |
| Tree Topper      | Parc Upper Clements             | 1989  | Les dernières montagnes russes dessinées par William Cobb |